# La Reine de Saba

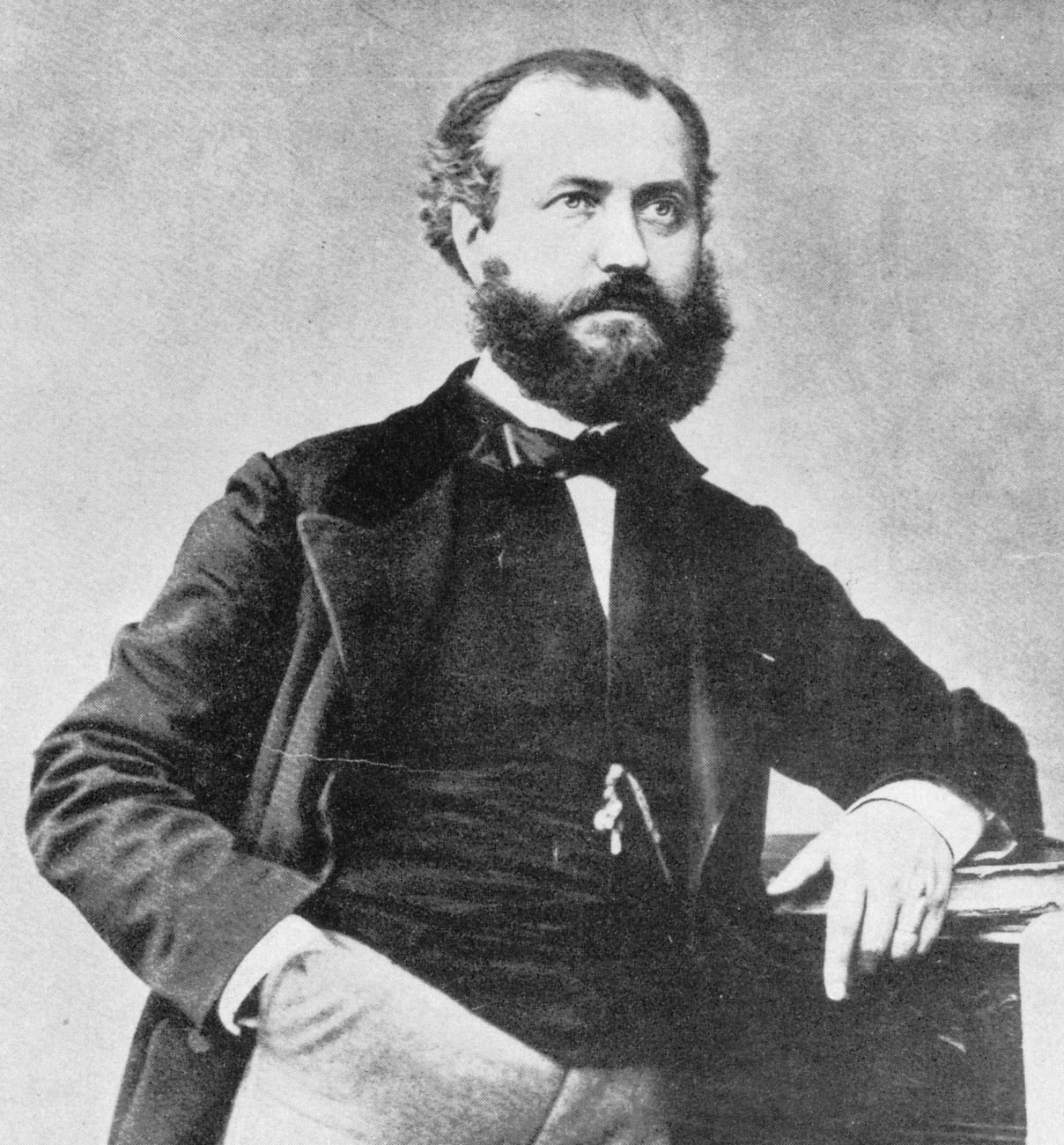
Charles Gounod 1859.

La Reine de Saba (Drottningen av Saba) är en grand opera i fyra eller fem akter med musik av Charles Gounod och libretto av Jules Barbier och Michel Carré inspirerade av Gérard de Nerval' La Reine de Saba, i Le voyage en Orient. Operan hade premiär i Salle Le Peletier på Parisoperan den 28 februari 1862. Uppsättningen regisserades av Eugène Cormon och kostymerna var ritade av Alfred Albert och Paul Lormier, med dekorer av Édouard Desplechin (Akt I), Charles-Antoine Cambon och Joseph Thierry (Akterna II och IV, scen 2), Hugues Martin (Akt III), samt Joseph Nolau och Auguste-Alfred Rubé (Akt IV, scen 1).

## Engelsk version av Henry Farnie
En engelsk bearbetning av librettot gjordes 1865 av Henry Brougham Farnie "[med] diverse legender och traditioner från frimureriet inlagda", som  döptes om till Irene. Farnie överförde handlingen till Istanbul vid tiden för Suleiman den store och lät den utspelas i Süleymaniyemoskén med så gott som all Gounods musik.

## Personer
| Roller                                              | Stämma      | Premiärbesättning 28 februari 1862 (Dirigent: Pierre-Louis Dietsch) |
| --------------------------------------------------- | ----------- | ------------------------------------------------------------------- |
| Balkis, drottning                                   | sopran      | Pauline Guéymard-Lauters                                            |
| Bénoni                                              | mezzosopran | Bernardine Hamaekers                                                |
| Sarahil                                             | mezzosopran | Tarby                                                               |
| Adoniram, skulptör och arkitekt till Salomos tempel | tenor       | Louis Guéymard                                                      |
| Soliman, den bibliske Salomo                        | bas         | Jules-Bernard Belval                                                |
| Amrou                                               | tenor       | Raphaël-Auguste Grisy                                               |
| Phanor                                              | baryton     | Mécène Marié de l'Isle                                              |
| Méthousaël                                          | bas         | Théodore-Jean-Joseph Coulon                                         |
| Sadoc                                               | bas         | Frèret                                                              |

## Handling

### Akt 1
Adonirams verkstad i Jerusalem
Adoniram, skulptör och arkitekt till Salomos tempel, ber till Tubal-cain, som var den förste metallarbetaren enligt Bibeln, om hjälp med sitt senaste projekt, tillverkningen av en enorm skål, ett "hav av brons" (Air: " Inspirez-moi, race divine!). Tre av Adonirams arbetare, Amrou, Phanor och Méthousaë kommer in och begär bättre villkor och högre lön, men Adoniram avvisar dem. Ett sändebud från Soliman inbjuder honom till en ceremoni för att välkomna den legendariska skönheten Balkis, drottningen av Saba, vid det tempel som han har ritat. De tre missnöjda arbetarna planerar en hämnd.
Framför Solimans magnifika tempel
En march och procession tillkännager Balkis ankomst till Jerusalem för ett statsbesök. Soliman ber om den ring hon lovade honom som ett tecken på deras förlovning; motvilligt ger hon honom den. Balkis är gränslöst imponerad av ståten i templet och ber att få träffa arkitekten. Hon presenteras för Adoniram och ger honom ett halsband som tack. Detta tillsammans med Adonirams popularitet bland folket väcker Solimans svartsjuka.

### Akt 2
En plats i Jerusalem med en brännande ugn
Kungen, Balkis och folket har kommit för att bevittna Adonirmans skapelse "bronshavet". Men Amrou, Phanor och Méthousaël har saboterat processen och halvsmält metall väller ut okontrollerat. Alla tar skydd då ugnen exploderar.

### Akt 3
En glänta i skogen där Balkis och hennes hov har sitt läger

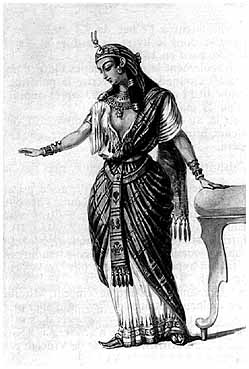
Kostym för Balkis, la Reine de Saba 1862

Efter en balett av tjänsteflickor reflekterar Balkis över sin kärlek till Adoniram (Cavatina:  Plus grand dans son obscurité). Han kommer och vill ge tillbaka halsbandet hon gav honom då han skäms över fiaskot med "bronshavet". Hon vägrar ta emot det och paret bekänner sin kärlek till varandra  (Duett: Qu'importe ma gloire effacée). Benoni, Adorinams assistant kommer in med nyheten att smältmassan till "bronshavet" mirakulöst har blivit reparerat, uppenbarligen av övernaturliga krafter, och att skapelsen nu är färdig. Medan Adorinam, Balkis och hennes hov tackar Tubal-cain för att ha åhört Adorinams böner, beslutar Amrou, Phanor och Méthousaël, som osedda har bevittnat händelsen, att berätta för kungen om kärleken mellan Adnorinam och Balkis.

### Akt 4
Ett rum i Solimans sommarpalats
Soliman är bekymrad över Balkis uppenbarliga motstånd till att gifta sig med honom som hon lovat (Air:Sous les pieds d'une femme). Amrou, Phanor och  Méthousaël berättar för kungen om Adoniram och Balkis men kungen tror dem inte. Adoniram kommer in och avvisar kungens försök att blidka honom. Efter att han har gått kommer Balkis och ber att få skjuta upp bröllopet, något som väcker Solimans vrede. Ett sömnmedel läggs i hans bägare och Balkis tar av honom den ring hon gav honom medan han sovers.

### Akt 5
En klyfta i stormens mitt
Adoniram inväntar Balkis för att rymma med henne. Iställer kommer Amrou, Phanor och Méthousaël och förnyar sina krav, vilka Adoniram åter igen avvisar. De sticker ned honom och flyr. Drottningen kommer och blir förskräckt då hon finner Adoniram död. Hon sätter på ringen på hans finger och sörjer bittert hans död. (Final:Emportons dans la nuit ).

## Höjdpunkter
|  |
|  |

Det stora slagnumret i La Reine de Saba är tenorarian 'Inspirez-moi, race divine!', i vilken hjälten frammanar anden av Tubal-cain (son till Lamech och Zillah, grundaren av metallarbete) allt medan den smälta metallen flödar i degel. I den engelska versionen 'How vain and weak a thing is man... Lend me your aid, O race divine' blev sången en ofta framförd konsertaria inspelad av tenorerna Edward Lloyd och Walter Widdop. Den spelades också in av Enrico Caruso i en version där den engelska texten återöversattes till franska med tillägget: 'Prête-moi ton aide'.
Balkis cavatina "Plus grand dans son obscurité" har spelats in av Francoise Pollet, Elīna Garanča, Elizabeth Whitehouse och Karine Deshayes.